# Колфјорито (Рим)
Колфјорито је насеље у Италији у округу Рим, региону Лацио.
Према процени из 2011. у насељу је живело 96 становника. Насеље се налази на надморској висини од 87 м.